# Новосёлки (сільське поселення село Гаврики)
Новоселки (рос. Новоселки) — присілок в Мещовському районі Калузької області Російської Федерації.
Населення становить 7 осіб. Входить до складу муніципального утворення Село Гаврики.

## Історія
Від 2004 року входить до складу муніципального утворення Село Гаврики.

## Населення
1. Н/Д[2]